# Urosz I Wukanowicz
Urosz I – wielki żupan Raszki w latach od ok. 1115 do ok. 1131.

## Życie

### Sytuacja wewnętrzna
Urosz I był prawdopodobnie synem Marka, dworzanina króla Zety Konstantyna Bodina, który około 1083 roku wraz z bratem Wukanem objął w imieniu władcy Zety władzę nad Raszką. O ojcu Urosza I źródła nie wspominają więcej, natomiast jego brat w następnych latach umocnił się na tronie wielkiego żupana Raszki, a następnie zrzuciwszy zwierzchnictwo zeckie, podporządkował sobie dwóch kolejnych władców Zety. Z relacji Anny Komneny wynika, że wśród zakładników, jakich przekazał w 1094 roku Wukan cesarzowi, był jego bratanek, Urosz. Kiedy Wukan umarł ok. 1115 roku władzę w państwie przejął właśnie Urosz.
Brak źródeł nie pozwala rozstrzygnąć czy Urosz I objął władzę nad Raszką samodzielnie, czy też musiał ją dzielić ze swymi krewnymi, mającymi wydzielone własne dzielnice. Fakt, że aż do początku lat dwudziestych XII wieku nie przejawiał żadnej aktywności w polityce zagranicznej, może świadczyć o tym, że był w tym czasie zajęty ugruntowywaniem swojej władzy wewnątrz państwa. Na fakt istnienia kilku ośrodków władzy w ówczesnej Raszce zdaje się też wskazywać fakt, że w okresie walk w sąsiedniej Zecie pomiędzy następcami Konstantyna Bodina Jerzym Bodinoviciem i Grubeszą Branislavljeviciem zarówno jeden, jak i drugi władca znajdował sojuszników w Raszce. na podstawie danych archeologicznych J. Leśny ustala centrum władzy Urosza I w dolinie Limu, a siedzibę jego dworu w Bijelom Polju. 
W tym okresie doszło też zapewne do ostatniej próby narzucenia zwierzchności nad Raszką przez następcę Konstantina Bodina Jerzego Bodinovicia, władcę Zety, skoro Nicetas Choniates, pisząc o ofensywie bizantyńskiej w połowie lat dwudziestych XII wieku określa Raszkę jako państwo znajdujące się pod władzą sąsiadów. Wobec trudności jakich nastręczała Jerzemu Bodinoviciowi opozycja wewnątrz kraju, zwierzchnictwo Zety nad Raszką musiało mieć charakter symboliczny. 

### Polityka zagraniczna
Dwa lata po objęciu władzy przez Jerzego (1117) doszło w Zecie do konfliktu pomiędzy królem a przedstawicielami bocznej gałęzi dynastii rządzącej, Radosławowiczami. Nieoczekiwanie dla Jerzego w konflikt w Zecie włączył się cesarz bizantyński Jan II Komnen. Armia bizantyńska, wspierana przez członków zeckiej rodziny królewskiej, wkroczyła od strony Dracza do Zety. Jerzy zbiegł wówczas do Raszki pod opiekę Urosza I.
W 1122 roku, kiedy zachodnie prowincje Cesarstwa stały się obiektem najazdów Pieczyngów, Urosz I zaatakował pograniczny gród Ras, znajdujący się w ręku bizantyńskim i zmusił do poniżającej ucieczki jego zarządcę Jana Kritoplosa. Zniszczenie Rasu miało umożliwić Uroszowi I w przyszłości przedsiębranie rabunkowych wypraw w głąb Cesarstwa. Bunt Urosza I został jednak bardzo krwawo stłumiony przez Bizantyńczyków. Mnóstwo jeńców serbskich zostało przesiedlonych do Bitynii pod Nikomedię. Poniesiona klęska przekreśliła nadzieje na powrót do granic Raszki z okresu największej potęgi za panowania Wukana.
W 1125 roku król zecki Grubesza Branislavljević wyprawił się w głąb Raszki wspierając wyprawę cesarza bizantyńskiego Jana II Komnena przeciw Węgrom. Urosz I odparł armię zecką i sam z kolei zaatakował Zetę, wspierając roszczenia Jerzego Bodinovicia. Grubesza zginął w walkach pod Barem, a Jerzy powrócił na tron zecki. W następnym roku po bizantyńskiej ofensywie Urosz I musiał jednak uznać zwierzchnictwo Bizancjum Przypuszcza się, że Urosz I nie poniósł żadnych strat terytorialnych, a Bizancjum zaakceptowało prawa jego i jego potomków do tronu wielkożupańskiego.
W następnych latach Urosz I utracił władzę w państwie i został uwięziony. Jerzy Bodinović wyprawił się wówczas na Raszkę, rozbił przeciwników Urosza I, a jemu samemu pomógł odzyskać tron wielkożupański. Wkrótce potem w Zecie doszło do ostatecznej rozprawy pomiędzy królem Jerzym a Radosławowiczami, którzy dzięki wsparciu bizantyńskiemu rozbili siły królewskie. Urosz I próbował wówczas bezskutecznie wspomóc sojusznika. W 1131 roku Jerzy dostał się do niewoli bizantyńskiej i wkrótce potem zmarł w więzieniu w Konstantynopolu. J. Leśny łączy te wydarzenia z panowaniem Urosza II.

### Polityka dynastyczna
W 1129 roku lub najpóźniej w 1130 Urosz I wydał swą córkę Helenę za następcę tronu węgierskiego Belę II Ślepego. Z inicjatywą zawarcia sojuszu wystąpił król węgierski Stefan II. Data śmierci Urosza I nie jest znana. Część badaczy przyjmuje, że zmarł w tym samym, co Jerzy Bodinović 1131 roku, a władzę po nim objął jego syn Urosz II. Według innej teorii ostatnim wydarzeniem, które można łączyć z Uroszem I jest ślub jego córki Heleny, a śmierć jego musiała nastąpić około 1129, najpóźniej w 1130 roku. Wedle tej koncepcji Urosz I umierając podzielił swoje państwo między synów, władzę pryncepsa przyznając najstarszemu Stefanowi Zawidzie, a osobne dzielnice pozostałym synom: Uroszowi II, Primisławowi i Desie. Najmłodszy Belosz po ślubie Heleny znalazł się najprawdopodobniej na dworze węgierskim, gdzie pełnił następnie obowiązki wychowawcy swego bratanka Gejzy II i z tego powodu nie otrzymał żadnej dzielnicy.